# Abattage du girafon Marius
L'abattage du girafon Marius est une affaire éthique liée à l'abattage controversé d'une girafe mâle de deux ans nommée Marius, survenu le 9 février 2014 au zoo de Copenhague (Danemark).  
Bien qu'en bonne santé, ses gènes étaient surreprésentés dans la population captive. Malgré plusieurs offres de placement et l'opposition d'une partie de l'opinion publique, il est donc abattu. Son corps est ensuite disséqué au cours d'une animation pédagogique avant d'être donné comme nourriture aux carnivores du zoo.  
Cette affaire, qui a bénéficié d'une importante et inhabituelle couverture médiatique, a mis en lumière une controverse éthique inhérente à la gestion des populations captives d'animaux sauvages dans les parcs zoologiques, touchant en particulier à la gestion de leur reproduction. Elle a vu s'opposer les partisans de la pratique du breed and cull (littéralement "reproduire et abattre"), qui considèrent qu'il est plus respectueux du bien-être animal de laisser les individus exprimer leurs comportements reproductifs et d'abattre ensuite de jeunes animaux, à ceux partisans du contrôle de la reproduction, qui considèrent qu'il est plus respectueux d'exercer un contrôle raisonné des comportements reproductifs et de ne pas abattre de jeunes animaux.  

## Déroulement des événements

### Contexte

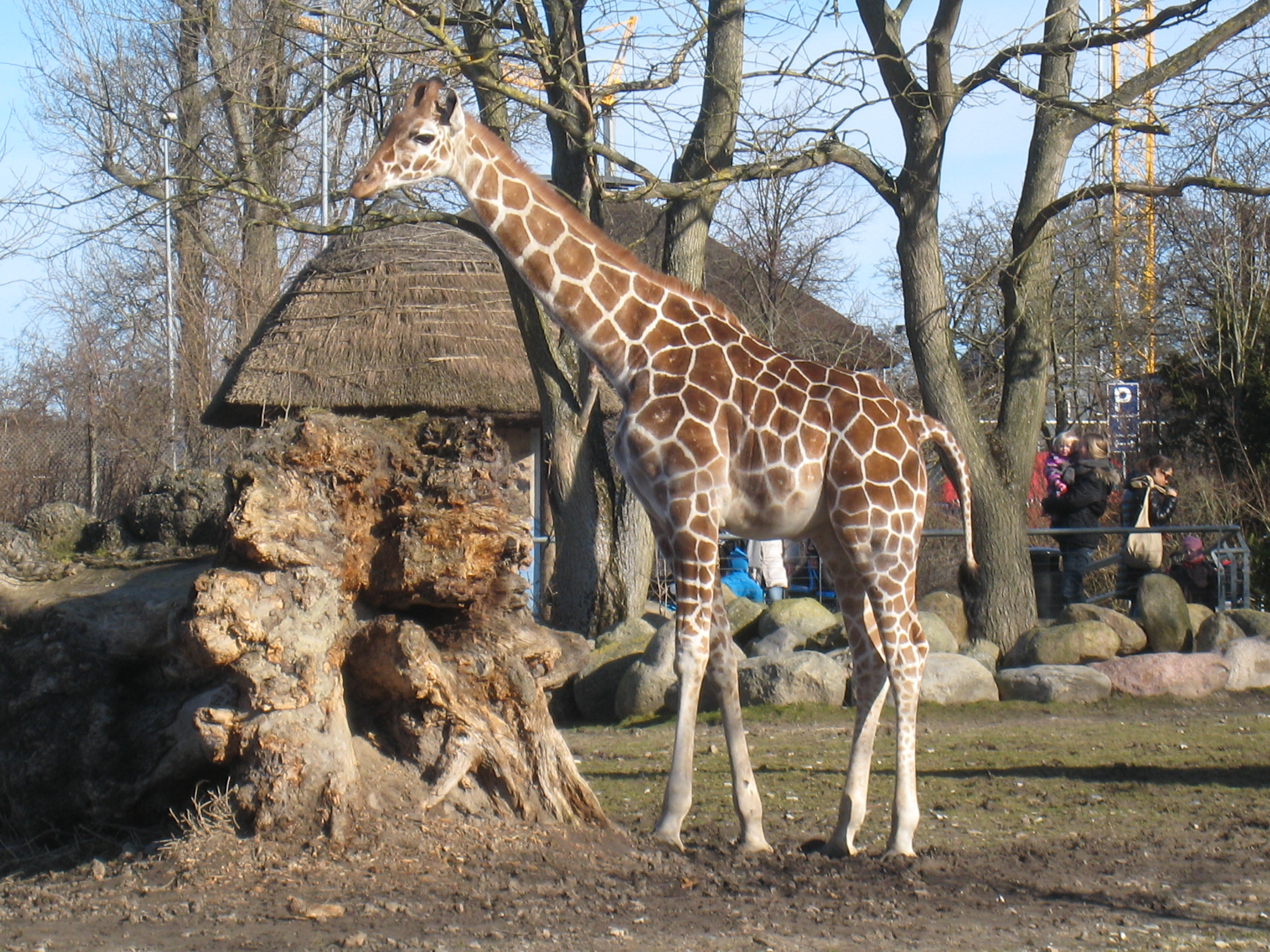
Une girafe, au zoo de Copenhague en 2012.

Le zoo de Copenhague, fondé en 1859, est une institution autonome recevant des subventions financières de l'État qui est dirigé par un conseil d'administration. Il présente au public des girafes réticulées, qui sont élevées dans le cadre du programme européen d'élevage conservatoire (EEP) des girafes mis en place par l'Association européenne des zoos et aquariums (EAZA), dont le zoo est membre. Marius naît ainsi à Copenhague dans le cadre de ce programme le 6 février 2012. Le zoo, alors dirigé par Steffen Stræde, ne communique pas son nom, car il a pour politique de ne donner publiquement un nom qu'à certains animaux. En interne cependant, les soigneurs animaliers nomment cette girafe Marius.  
Marius ayant de nombreux frères et sœurs au sein du programme d'élevage conservatoire, la génétique de ses parents est déjà très présente au sein de la population captive. Ses parents n'ayant aucun lien de parenté, Marius n'est pas consanguin, contrairement à ce qui a été affirmé par certains médias,. Lorsque des tensions liées à son âge et à la dynamique sociale de l'espèce commencent à apparaître au sein du groupe de girafes, le directeur scientifique, Bengt Holst, contacte le coordinateur de l'EEP des girafes, le biologiste Jörg Jebram, ainsi que son comité, afin d'obtenir un avis sur les différentes options possibles concernant son devenir.  
Parmi les alternatives à un abattage, une stérilisation ou un placement dans un groupe unisexe de mâles sont des options qui ont été étudiées. Cependant celles-ci n'ont pas été jugées préférables par le zoo de Copenhague qui a considéré que la stérilisation nuirait à sa qualité de vie et que le placer dans un autre zoo lui ferait occuper un « espace pour des girafes plus précieuses sur le plan génétique » pour la conservation de cette sous-espèce,. Dans un communiqué, il informe donc que « le programme d'élevage européen des girafes a accepté que le zoo de Copenhague l'euthanasie ». 
Début février, le zoo annonce qu'il a l'intention d'abattre cette girafe le 9 du mois. L'information est reprise par quelques médias danois, et un média britannique. 
Entre cette annonce publique et l'abattage, le zoo de Copenhague reçoit des offres de placement pour Marius, mais aucune n'est acceptée. Commentant plusieurs offres, le zoo a déclaré que les offres ne correspondaient pas aux exigences de l'EAZA. En tant que membre de cette association, le zoo de Copenhague ne possède pas certains de ses animaux et doit se conformer aux règles de l'association. Le zoo n'est pas non plus autorisé à vendre des animaux et le placement d'animaux en dehors du programme d'élevage est limité aux sites qui suivent le même ensemble de règles que l'EAZA. Ainsi plusieurs offres ont été refusées. Le zoo de Cracovie, membre de l'EAZA, a déclaré qu'il avait proposé d'accueillir Marius mais qu'il avait reçu un refus sans motif. Selon Bengt Holst, une offre de dernière minute d'un autre membre de l'EAZA, le Yorkshire Wildlife Park, d'accueillir Marius dans son groupe de mâles a été refusée au motif que l'espace de ce parc animalier serait mieux utilisé par une "girafe génétiquement plus précieuse" que Marius,,. Les offres de deux parcs non-membres de l'EAZA, le parc animalier néerlandais Landgoed Hoenderdaell , et le zoo suédois de Frösö, ainsi qu'une offre d'un particulier ont également été refusées. 

### Abattage
La girafe Marius est finalement abattue le dimanche 9 février 2014 vers 9h15, peu avant l'ouverture du zoo, par le vétérinaire Mads Frost Bertelsen à l'aide d'un pistolet d'abattage,,. Il avait été attiré avec du pain de seigle, un aliment particulièrement appétant pour lui, dans un espace situé derrière la maison des girafes. Cette procédure a permis de ne pas le stresser et qu'il ne se rende compte de rien. Il meurt instantanément. Contrairement à ce qui a été affirmé dans certains médias, cet abattage n'a ainsi pas eu lieu en public. 
Le zoo avait écarté la possibilité de l'euthanasier par injection, car cela aurait rendu la viande impropre à la consommation pour les carnivores auxquels elle était destinée. Marius avait deux ans révolus au moment de sa mort, contrairement à ce que de nombreux médias ont affirmé (18 mois). Dans la nature, c'est un âge auquel les jeunes mâles girafes quittent leur troupeau de naissance, et vont parfois former des groupes de jeunes mâles permettant de se défendre des prédateurs en attendant d'atteindre un statut de mâle reproducteur. C'est un âge auquel la mortalité par prédation des grands félins serait particulièrement élevée.  
La population captive de girafes en Europe s’élève à 798 individus en 2014, dont une centaine de girafes réticulées, la sous-espèce de girafe originaire du Kenya à laquelle Marius appartient. Cette année-là le statut de conservation de l'espèce est classée de « préoccupation mineure » depuis une évaluation de 2010 réalisée par l'Union internationale pour la conservation de la nature (UICN), tandis que le statut de conservation de la sous-espèce n'est pas connu avec certitude faute d'évaluation par l'UICN. Il sera évalué à « en danger » quelques années plus tard, en 2018.  
Depuis que des registres ont commencé à être tenus, en 1828, seules cinq girafes ont ainsi été abattues pour des raisons similaires de gestion liées à la génétique de la population captive,. Entre 2012 et 2014, deux autres jeunes girafes mâles du programme européen pour les espèces menacées (EEP) ont été abattues.
Le zoo de Copenhague abat 20 à 30 animaux chaque année principalement des antilopes et des animaux domestiques (lamas et chèvres).

### Dissection publique et utilisation du corps
Après avoir été abattu, Marius est autopsié et disséqué en public, dans le cadre d'une animation pédagogique, devant une cinquantaine de personnes, dont des enfants. Cette animation était proposée en dehors du parcours visiteurs du zoo, à un endroit seulement accessible aux personnes intéressées. Elle est aussi retransmise en direct sur internet. 
Tobias Stenbaek Bro, le porte-parole du zoo déclare à cette occasion : « Je suis vraiment fier parce que je pense que nous avons donné aux enfants une énorme compréhension de l'anatomie d'une girafe qu'ils n'auraient pas eue en regardant une girafe sur une photo ». Selon Bengt Holst, la dissection publique des animaux sauvages morts correspond à la politique du zoo pour éduquer les gens sur la nature et la faune. C'est une pratique considérée comme normale au Danemark, qui a lieu régulièrement dans ce zoo, ainsi que dans d'autres lieux, comme le Muséum d'histoire naturelle d'Aarhus (en), dans la deuxième ville du pays. 
Des parties charnues de son corps sont ensuite données à plusieurs carnivores du zoo (lions, tigres, ours blancs) afin de les nourrir, ainsi qu'à des omnivores comme les babouins. D'autres parties (larynx, estomac, intestins et leur contenu, organes génitaux et cou) sont envoyées à différents projets de recherche,.  
L'agence de presse américaine Associated Press diffuse une photo de la dissection publique dans le monde entier, attirant l'attention sur cette affaire. 

## Réactions
Le jour de l'abattage, une manifestation de protestation rassemblant une quinzaine de personnes se tient devant le zoo. La couverture médiatique de la survenue de cet événement génère de très nombreuses réactions d'indignation sur internet, en particulier sur les médias sociaux, à une échelle internationale.

### Organisations zoologiques
L'Association européenne des zoos et aquariums (EAZA), dont le zoo de Copenhague est membre, déclare soutenir pleinement les décisions et la politique du zoo. Sa directrice exécutive, la biologiste Lesley Dickie, déclare comprendre qu'une partie de l'opinion publique puisse être indignée par cet abattage, mais que c'est la sauvegarde de l'espèce qui doit être la priorité. Elle soutient le bien-fondé de cet abattage, et déclare que la position de l'EAZA quant à la possibilité d'y recourir exceptionnellement dans le cadre de la gestion de l'élevage conservatoire reçoit le soutien de l'Union internationale pour la conservation de la nature (UICN).  
Cette position ne fait cependant pas l'unanimité parmi les zoos membres de l'EAZA, plusieurs directeurs ayant publiquement jugé assez négativement cette décision de recourir à l'abattage d'un animal sauvage en bonne santé. C'est notamment le cas de Pierre Gay propriétaire et directeur du Bioparc de Doué-la-Fontaine et d'Andreas Knieriem directeur du zoo de Munich. Leo Oosterweghel, directeur du zoo de Dublin, publie une tribune dans laquelle il estime que le zoo de Copenhague n'aurait pas dû faire naître cet animal et que le respect des individus devrait être inhérent à la mission des zoos de transmettre le respect de la faune sauvage. Dans la presse polonaise, Józef Skotnicki, le directeur du zoo de Cracovie (en), en appelle aussi à la mission d'éducation au respect des animaux et critique le consentement donné à cet abattage par le coordinateur du programme d'élevage des girafes. Miroslav Bobek, directeur du zoo de Prague, estime que  l'abattage d'animaux en bonne santé est une « solution extrême », dans le cas de Marius, il pense que l'autopsie aurait dû être réalisée avec dignité et donc en privé. Lors de ces prises de position, les alternatives à l'abattage écartées par le zoo de Copenhague sont régulièrement discutées. 
L'Association des zoos et aquariums d'Amérique du Nord (AZA) a déclaré en réponse aux préoccupations du public que les programmes et procédures de l'EAZA diffèrent des leurs,. Jack Hanna, directeur émérite du zoo et aquarium de Columbus (en) (Ohio), critique durement cet abattage et déclare qu'une telle action n'aurait jamais eu lieu aux États-Unis. 
Bengt Holst, le directeur scientifique du zoo, a déclaré que l'ampleur de l'intérêt international pour le cas de Marius avait surpris le zoo, mais il a également souligné l'importance de la politique de transparence du zoo.

### Organisations de défense des animaux

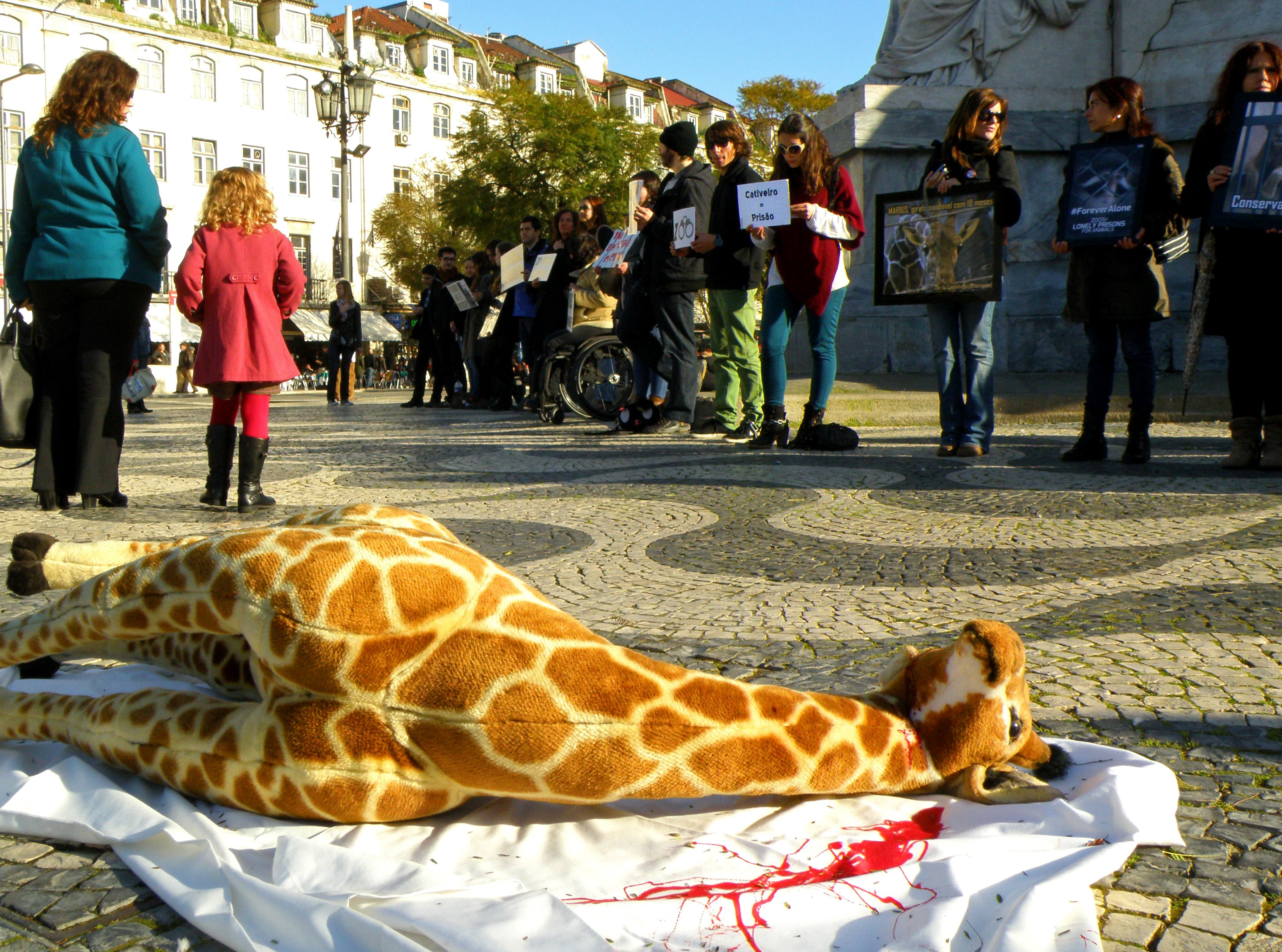
Manifestation de sit-in à Lisbonne, en février 2014.

Au Danemark, l'association de protection animale Dyrenes Beskyttelse déclare qu'elle fait confiance au zoo pour avoir pris la meilleure décision concernant Marius. Sa porte-parole s'étonne du décalage entre l'indignation suscitée par l'abattage de cet animal et la quasi-absence d'indignation face au grand nombre d'abattages autorisés dans la société danoise, tels que pour les animaux de production comme les porcs, mais aussi pour d'autres animaux sauvages comme les cervidés,. Une autre association danoise, l'Organisation contre la souffrance des animaux (OASA) a quant à elle critiqué cet abattage, estimant que cette situation de surplus n'aurait pas dû se produire. 
La Born Free Foundation demande que le règlement de l'EAZA en matière de gestion des populations captives soit revu et modifié, pour garantir que les animaux sains qui peuvent être déplacés ne soient pas abattus. 
Esther Ouwehand, députée néerlandaise du Parti pour les animaux, a demandé à la secrétaire d'État aux Affaires économiques, Sharon Dijksma, des éclaircissements sur la pratique dans les zoos néerlandais ainsi qu'une réglementation européenne plus stricte sur les programmes d'élevage conservatoire. Dans sa réponse, la secrétaire d'État n'a pas soutenu de restrictions supplémentaires en faisant valoir que le rôle des zoos, en tant que conservateurs de la biodiversité animale telle que définie dans la directive européenne 1999/22/CE, ne compromet pas l'individualité, la santé et le bien-être des animaux. 

## Analyse
Robert Young, professeur de conservation animale de l'université de Salford (Grand Manchester), a écrit que ce cas illustrait les différences culturelles et institutionnelles dans la façon dont les zoos estimaient les aspects de la qualité de vie de leurs animaux. Il a expliqué comment certains zoos peuvent choisir la stérilisation (et ses inconvénients) associée à une longévité accrue, quand d'autres comme le zoo de Copenhague, choisissent de ne pas stériliser, de moins contraindre la reproduction et de favoriser des périodes complètes de parentalité, bien que cela puisse réduire la durée de vie de la progéniture,.
Marc Bekoff, professeur émérite d’écologie et de biologie évolutive à l’Université du Colorado à Boulder, a déclaré : « La froide justification de ces abattages fournie par les responsables du zoo m'a effrayée. En outre, ces décès facilement évitables, faussement justifiés "au nom de la conservation", sont des leçons horribles pour les jeunes et vont à l'encontre des programmes mondiaux d'éducation humaine et de conservation compassionnelle".